# Divize B 1969/1970
V soubojích 5. ročníku České divize B 1968/69 se utkalo 14 týmů dvoukolovým systémem podzim–jaro. Tento ročník začal v srpnu 1969 a skončil v červnu 1970.

## Nové týmy v sezoně 1969/70
Z 2. ligy – sk. A 1968/69 nesestoupil do Divize B nikdo. Z krajských přeborů ročníku 1968/69 postoupila mužstva TJ Slovan Varnsdorf, TJ Spartak Roudnice nad Labem a TJ SZ Česká Lípa ze Severočeského krajského přeboru, TJ SK Modřany, TJ Slavoj Vyšehrad z Pražského přeboru a TJ ČKD Slaný ze Středočeského krajského přeboru. Také sem byla přeřazena mužstva TJ Admira Praha 8 a TJ Slavia IPS Praha "B" z Divize C.

## Výsledná tabulka
Zdroj: 
| Poř. | Tým                           | Z  | V  | R  | P  | VG | OG | B  |
| ---- | ----------------------------- | -- | -- | -- | -- | -- | -- | -- |
| 1.   | TJ Slavia Karlovy Vary        | 26 | 16 | 9  | 1  | 41 | 14 | 41 |
| 2.   | TJ Slovan Varnsdorf           | 26 | 13 | 7  | 6  | 44 | 26 | 33 |
| 3.   | TJ Spartak Roudnice nad Labem | 26 | 15 | 1  | 10 | 55 | 46 | 31 |
| 4.   | TJ Slavia IPS Praha "B"       | 26 | 12 | 6  | 8  | 37 | 32 | 30 |
| 5.   | TJ Kaučuk Kralupy nad Vltavou | 26 | 11 | 7  | 8  | 37 | 31 | 29 |
| 6.   | TJ Břevnov                    | 26 | 9  | 9  | 8  | 35 | 33 | 27 |
| 7.   | TJ SZ Česká Lípa              | 26 | 11 | 3  | 12 | 33 | 40 | 25 |
| 8.   | TJ ČKD Slaný                  | 26 | 10 | 4  | 12 | 28 | 42 | 24 |
| 9.   | TJ SK Modřany                 | 26 | 8  | 7  | 11 | 32 | 37 | 23 |
| 10.  | TJ Slavoj Vyšehrad            | 26 | 6  | 10 | 10 | 36 | 43 | 22 |
| 11.  | TJ Mariánské Lázně            | 26 | 7  | 8  | 11 | 41 | 49 | 22 |
| 12.  | TJ Admira Praha 8             | 26 | 7  | 8  | 11 | 32 | 43 | 22 |
| 13.  | TJ Škoda Ostrov               | 26 | 6  | 8  | 12 | 27 | 41 | 20 |
| 14.  | TJ Sklo Union Teplice "B"     | 26 | 5  | 5  | 16 | 26 | 43 | 15 |

Poznámky:
- Z = Odehrané zápasy; V = Vítězství; R = Remízy; P = Prohry; VG = Vstřelené góly; OG = Obdržené góly; B = Body

|  | Postup do 3. ligy – sk. A 1970/71                |
|  | Sestup do příslušného oblastního přeboru 1970/71 |